# Partito Democratico Nazionale Afar

Regione degli Afar

Il Partito Democratico Nazionale Afar (in amarico: የአፋር ብሔራዊ ዴሞክራሲያዊ ፓርቲ) è un partito politico etiope rappresentante del popolo Afar.
Fu fondato nel 1999 a seguito della confluenza di cinque distinti soggetti politici:
- Fronte di Liberazione Afar;
- Fronte di Unità Democratica Rivoluzionaria Afar;
- Organizzazione Democratica del Popolo Afar;
- Fronte di Liberazione Nazionale Afar;
- Movimento Democratico Nazionale Afar.

Alle elezioni parlamentari del 2005 il partito ha conseguito l'1,8% dei voti e 8 seggi; alle successive elezioni parlamentari del 2010 ha mantenuto 8 seggi.